# Il'ja Agapov
Il'ja Nikolaevič Agapov (in russo Илья Николаевич Агапов?; Kazan', 21 gennaio 2001) è un calciatore russo, difensore del CSKA Mosca.

## Carriera

### Club
Cresciuto nel settore giovanile del Rubin, squadra della sua città, nel 2019 è stato convocato più volte in prima squadra per le partite di campionato e coppa, pur senza mai esordire. Nel febbraio del 2020 si è trasferito in prestito biennale al Neftechimik, dove ha disputato una stagione e mezza in seconda divisione. Il 2 giugno 2021 è stato acquistato a titolo definitivo dallo Spartak Mosca, che lo ha assegnato alla squadra riserve, anch'essa militante in seconda divisione.
Il 13 luglio 2022 ha firmato per il Nižnij Novgorod. Ha debuttato in Prem'er-Liga il 7 agosto successivo, disputando l'incontro perso 2-1 sul campo del Soči.

### Nazionale
Ha rappresentato le nazionali giovanili russe Under-18, Under-19 ed Under-21.

## Statistiche

### Presenze e reti nei club
Statistiche aggiornate al 27 agosto 2022.
| Stagione           | Squadra            | Campionato         | Campionato | Campionato | Coppe nazionali | Coppe nazionali | Coppe nazionali | Coppe continentali | Coppe continentali | Coppe continentali | Altre coppe | Altre coppe | Altre coppe | Totale | Totale |
| Stagione           | Squadra            | Comp               | Pres       | Reti       | Comp            | Pres            | Reti            | Comp               | Pres               | Reti               | Comp        | Pres        | Reti        | Pres   | Reti   |
| ------------------ | ------------------ | ------------------ | ---------- | ---------- | --------------- | --------------- | --------------- | ------------------ | ------------------ | ------------------ | ----------- | ----------- | ----------- | ------ | ------ |
| feb.-giu. 2020     | Neftechimik        | 1D                 | 2          | 0          | CR              | -               | -               |                    | -                  | -                  |             | -           | -           | 2      | 0      |
| 2020-2021          | Neftechimik        | 1D                 | 21         | 1          | CR              | 1               | 0               |                    | -                  | -                  |             | -           | -           | 22     | 1      |
| Totale Neftechimik | Totale Neftechimik | Totale Neftechimik | 23         | 1          |                 | 1               | 0               |                    | -                  | -                  |             | -           | -           | 24     | 1      |
| 2021-2022          | Spartak-2 Mosca    | 1D                 | 16         | 1          |                 | -               | -               |                    | -                  | -                  |             | -           | -           | 16     | 1      |
| 2022-2023          | Nižnij Novgorod    | PL                 | 4          | 0          | CR              | 0               | 0               |                    | -                  | -                  |             | -           | -           | 4      | 0      |
| Totale carriera    | Totale carriera    | Totale carriera    | 43         | 2          |                 | 1               | 0               |                    | -                  | -                  |             | -           | -           | 44     | 1      |

## Palmarès

### Competizioni nazionali
- Coppa di Russia: 1

CSKA Mosca: 2022-2023